# Stjernepladsen
Stjernepladsen er en plads, der er beliggende på Christiansbjerg i det nordlige Aarhus.
Pladsens navn referer til, at fem veje mødes i en stjerneform på pladsen - den nordlige og sydlige del af Randersvej, Funch Thomsens Gade, Brendstrupvej og Langelandsgade. I pladsens sydlige del ligger letbanestationen Stjernepladsen. 
Stjernepladsen er brugt som navn om pladsen siden 1936, men den fik først officielt navnet i 1954. Udformningen er ændret flere gange gennem historien. I 1937 anlagde Aarhus Kommune en halv rundkørsel, men den forsvandt ved opsætningen af lysregulering i 1965.
31. maj 1849 fandt rytterfægtningen ved Aarhus sted, hvor Stjernepladsen ligger i dag. Fægtningen varede blot 10-15 minutter, men fik indflydelse på treårskrigens videre forløb. På hjørnet af Trøjborgvej og Nørrebrogade er der rejst en mindesten over fægtningen.